# Henri Guérin (ingénieur aéronautique)
Pour les articles homonymes, voir Henri Guérin.
Henri Emile Gaston Guérin, né à Gap en 1896, est un ingénieur franco-américain, inventeur d’un procédé d’usinage à la presse hydraulique.

## Biographie
Né à Gap en 1896, Henri Guérin émigre aux États-Unis en 1911 avec sa famille. Pendant la guerre, il travaille comme technicien puis ingénieur pour la Société Glenn Martin, à Cleveland. Débauché avec quatre collègues, il rejoint le 20 juillet 1920 Donald Douglas pour constituer l’équipe technique de sa société naissante, alors hébergée dans une arrière-boutique de coiffeur à Los Angeles. 
Recevant la nationalité américaine en 1936, il orthographie alors son prénom Henry.
Il est l’inventeur du procédé Guérin, qui permet de combiner formage et découpage de feuilles d’alliages par action d’un poinçon sur une matrice en caoutchouc. D’abord utilisé chez Douglas, ce procédé a joué un rôle essentiel dans l’industrialisation de la production aéronautique à la veille de la Seconde Guerre mondiale et pendant le conflit. Guérin avait développé un procédé Hydropress qui employait des matrices mâles en métal avec une matrice femelle universelle en caoutchouc. Ce procédé permettait de découper des tôles en alliage d'aluminium et de les façonner en une seule opération. Le procédé Guérin permettait de produire des pièces d'avion à une vitesse insoupçonnée. Ce processus a finalement abouti à des compartiments d'ailes fermés et à des réservoirs de carburant intégrés et étanches, sans lesquels des avions à long rayon d'action comme le C-54 n'auraient pas été possibles. Les machines et les méthodes d'utilisation de presses hydrauliques de Guérin ont également été adoptées plus tard par l'industrie automobile pour répondre aux besoins de production en temps de guerre, notamment dans la fabrication du Douglas DC-3. Guérin devait accéder au comité de direction et diriger, pendant la guerre, l’usine de Santa Monica.
N’ayant pas répondu à l’appel de sa classe lors de la Première Guerre mondiale, Henri Guérin était considéré en France comme insoumis, justiciable à ce titre de poursuites judiciaires. De 1934 à 1936, il laisse entendre qu’il pourrait rentrer travailler pour l’industrie française à condition de bénéficier d’une amnistie. Cette démarche ne devait pas aboutir.